# Ostroloty
Ostroloty (Artamidae) – rodzina ptaków z podrzędu śpiewających w obrębie rzędu wróblowych (Passeriformes).

## Występowanie
Rodzina obejmuje gatunki występujące w Australazji, Azji Południowo-Wschodniej i Południowej.

## Systematyka
Do rodziny należą następujące podrodziny:
- Peltopsinae Schodde & Christidis, 2014 – białouchy
- Cracticinae Chenu & des Murs, 1853 – srokacze
- Artaminae Vigors, 1825 – ostroloty